# Le Million (film, 2025)
Ne doit pas être confondu avec Le Million (film, 1931).
Pour plus de détails, voir Fiche technique et Distribution.
Le Million est une comédie franco-belge réalisée par Grégoire Vigneron et dont la sortie est prévue en 2025,.

## Synopsis
Alors que Stan pense ne pas obtenir la promotion dont il rêve, il décide de voler un million d'euros dans le coffre de son patron. Apprenant entretemps qu'il est finalement promu, il décide de remettre l'argent dans le coffre. Mais, pour y parvenir, il va devoir obtenir l'aide d'Hippolyte, un serrurier peu scrupuleux. Ensemble, ils vont vivre une véritable aventure avant de restituer le fameux million[réf. nécessaire].

## Fiche technique
Sauf indication contraire, les informations mentionnées dans cette section peuvent être confirmées par les bases de données cinématographiques IMDb et Allociné,  présentes dans la section « Liens externes ».
- Titre original : Le Million
- Réalisation : Grégoire Vigneron
- Scénario : Grégoire Vigneron, Isabelle Jaquet et Julie Ponsonnet
- Musique : Sylvain Goldberg
- Décors : Dominique Jonny
- Costumes : Frédérique Leroy
- Photographie : Léo Lefèvre
- Son : Grégory Lannoy
- Montage : Audrey Simonneau
- Production : Olivier Delbosc
  - Production associée : Emilien Bignon
  - Production exécutive : Christine de Jekel
- Société de production : Curiosa Films, GvProduction, M6 Films, Apollo Films et U Media
- Société de distribution : Apollo Films (France)
- Budget : N/A
- Pays de production :  France,  Belgique
- Langue originale : français
- Format : couleur — 2,39:1 — son 5.1
- Genre : comédie
- Durée : N/A
- Dates de sortie :
  - France : 24 septembre 2025

## Distribution
- Rayane Bensetti : Manu
- Christian Clavier : Hippolyte / la mère d'Hippolyte
- Claire Chust : Marine
- Gilles Cohen : Richard
- Julie Ferrier : Annabelle
- Charlotte Gabris : Esther
- Jean-Luc Couchard : Aslan
- Léonard Berthet-Rivière : Fred